# Amerykańska szkoła strukturalistyczna
Amerykańska szkoła strukturalistyczna (ang. American structuralism) – formacja naukowa zajmująca się językoznawstwem, szczególnie w kontekście badań nad językami Indian amerykańskich. Twórcą ruchu był Leonard Bloomfield.

## Etapy rozwoju

### I etap
Szczytowy okres rozwoju przypada na koniec lat 30. i 40. XX wieku, a prekursorami byli Franz Boas i Edward Sapir. 
Na rozwój tego kierunku złożyły się dwa czynniki: praktyczna potrzeba opisania wielkiej liczby języków Indian amerykańskich oraz wpływ behawioryzmu (kierunku psychologicznego, który głosił, że przedmiotem badań psychologicznych może być tylko dostrzegalne zachowanie się człowieka nie zaś niedostępne dla obserwacji zjawiska świadomości). W badaniach zatem odrzucano metodę introspekcji, a przywiązywano wielkie znaczenie do tzw. korpusu tekstowego (tj. zbioru tekstów, które ustalano dla danego języka jako podstawę do jego opisu). Rezygnując z introspekcji, ograniczono badania nad znaczeniem do minimum, którego bez odwołania się do intuicji użytkownika prowadzić się nie da. Bloomfield twierdził, że język należy opisywać jako część zachowania się człowieka w kategoriach bodźców i reakcji. 
Znaczenie wyrażenia językowego to, jego zdaniem, sytuacja, w której użytkownik danego języka je wypowiada oraz reakcja wywołana u odbiorcy. Definicja znaczenia musi zatem uwzględnić wiedzę o użytkowniku (mówiącym i odbiorcy), w szczególności o procesach neurologicznych, doświadczeniu życiowym etc. Na obecnym etapie nauki jego zdaniem te badania są niemożliwe.

### II etap
Kontynuatorzy teorii Bloomfielda: Bernard Bloch, Zellig Sabbetai Harris, Charles F. Hockett („neobloomfieldowcy”).
Postulowali zastąpienie semantyki dystrybucją (dystrybucja: zbiór otoczeń, w jakich może wystąpić dany element językowy), swój kierunek nazwali amerykańską lingwistyką deskryptywną. Główny nacisk kładziono na wstępną fazę analizy językowej, która miała się składać ze zbioru operacji o charakterze dystrybucyjnym. Chciano osiągnąć wyniki w pełni obiektywne i niezależne od subiektywizmu badacza. Podstawą analizy był poziom fonologiczny, potem morfologiczny, na końcu składniowy (nie wolno było ich mieszać).
Na wyczerpujący opis struktury językowej miały się składać: pełny inwentarz jednostek na każdym poziomie: ich klasyfikacja oraz prawa rządzące kombinacjami elementów różnych klas. Miała to osiągnąć substytucja.
Mimo usilnych starań nie udało im się do końca wyeliminować semantyki.
Dystrybucjonalizm wywarł olbrzymi wpływ na rozwój współczesnego językoznawstwa i dał początek gramatyce transformacyjno-generatywnej.